# Țăndărei
Țăndărei es una ciudad en el condado de Ialomița, Muntenia, Rumanía. La ciudad representa el cuarto centro urbano más grande e importante después de Slobozia, Feteşti y Urziceni. 

## Ubicación
La ciudad está ubicada en la parte noroeste del distrito. Se encuentra a una altitud de 18 m s. n. m. a 149 km de la capital, Bucarest.

## Demografía
Según estimación 2021 contaba con una población de 12 761 habitantes.
| 1948 | 1956 | 1966 | 1977   | 1992   | 2002   | 2012   |
| s/d  | s/d  | s/d  | 10 166 | 14 212 | 12 462 | 12 262 |